# Fontitrygon margaritella
Fontitrygon margaritellaは、アカエイ科に分類されるエイの一種。西アフリカの沿岸に生息するが、ポルトガルで化石が見つかっている。

## 分類と系統
1984年、『Proceedings of the California Academy of Sciences』の中で記載され、それまではFontitrygon margaritaと混合されていた。種小名は「真珠」という意味で、背面中央にある突起に由来する。模式標本はカメルーンで採集された体盤幅19 cmの雄。F. margarita、ダシアティス・ガロウアエンシスとは形態的に類似しており、近縁であると考えられている。

## 分布と生息地
モーリタニアのブラン岬からアンゴラまで、アフリカ西海岸に分布する。沿岸のラグーンや汽水域に生息する底魚で、コンゴ川の河口でも確認されている。

## 形態
体盤は非常に平たい楕円形で、吻は長く先細りである。目の後ろには噴水孔がある。鼻孔の間には鼻褶があり、縁は湾曲するかフリル状になる。口は緩やかなアーチ型で、口と鼻褶の間には溝がある。口底には5つの乳頭突起がある。歯列は上顎が24 - 41列、下顎が34 - 50列。歯は鈍く、五角形に並ぶ。雄の方が歯は長いが、尖らない。腹鰭は三角形で短く、先端は体盤から僅かに突き出る。
尾は基部と前方が幅広く、尾棘より後方は鞭状になる。また尾棘の後方は小さな棘で覆われ、発達した尾褶がある。体盤の背面中央には、楕円形の突起があり、真珠のように見える。体盤幅13 - 14 cmを超えると、目の間から尾の付け根まで皮歯の帯が形成される。体色は背面が一様に灰褐色で、腹面は白色。西アフリカに分布するアカエイ科の中では最小の種で、最大でも体盤幅30 cm、体重1 kgにしかならない。F. margaritaとは非常に似るが、本種の方がはるかに小型で、真珠のような突起が小さく、歯列や胸鰭の条の数が異なる。

## 生態
生態については不明な点が多いが、おそらく無胎盤性の胎生で、産仔数は1 - 3。体盤幅20 cm程で性成熟する。

## 人との関わり
セネガル、ガーナ、コートジボワールの沿岸地域で漁獲されている。F. margarita と混同されているため、正確な漁獲量は不明。国際自然保護連合により近危急種とされている。本種の方が個体数は多いため、F. margarita とされる漁獲量の多くは本種である可能性は高い。